# Phragmanthera erythraea
Phragmanthera erythraea är en tvåhjärtbladig växtart som först beskrevs av Thomas Archibald Sprague, och fick sitt nu gällande namn av Michael George Gilbert. Phragmanthera erythraea ingår i släktet Phragmanthera och familjen Loranthaceae. Inga underarter finns listade i Catalogue of Life.